# 伍德角 (南喬治亞群島)
伍德角（英語：Wood Point），是南極洲的海岬，位於南喬治亞群島，處於昆伯蘭西灣，在1929年由英國研究隊繪入地圖和命名，該海岬由英國海外領土管轄。